# Газюра Анатолій Андрійович
Анатолій Андрійович Газюра (народився 17 березня 1964 в місті Носівка) – український легкоатлет (десятиборство). Майстер спорту міжнародного класу (1989). 

## Життєпис
Батько — з полтавської області, мама з села Рівчак-Степанівка.
Навчався в Носівській середній школі № 2 і в Ніжинській дитячо-юнацькій спортивній школі.
Після 7 класу поїхав вчитися в Республіканську спортивну школу інтернат в Києві.
В 1982, після закінчення спортивної школи, виїхав до Львова, де жив до від'їзду до Канади.
В 1990 закінчив Львівський інститут фізичної культури.
Виступав за Добровільне спортивне товариство «Буревісник» (Львів) та Збройні сили. Тренер – О. Мозговий. 
Учасник Ігор доброї волі 1990. 
Від 1996 – мешкає в Канаді.

## Відзнаки
- Бронзовий призер чемпіонату СРСР 1989,
- 9-е місце на Кубку Європи 1989 (м. Трондгейм, Норвегія, тренер М. П. Кремез).
- Неодноразовий чемпіон України (1985–1988).